# Gong Jinjie
Gong Jinjie (kinesiska: 宫 金杰), född 12 november 1986 i Dongfeng Jilin-provinsen, Kina, är en kinesisk cyklist som tog OS-silver i lagsprinten tillsammans med Guo Shuang vid de olympiska cyklingstävlingarna 2012 i London. Tillsammans med Zhong Tianshi satte hon ett världsrekord på 31.928 sekunder i semifinalen och vann sedan guld i lagsprintens final vid olympiska sommarspelen 2016 i Rio de Janeiro.